# Лакер, Томас
Томас «Том» Лакер (Thomas W. Laqueur; род. 6 сентября 1945, Стамбул, Турция) — американский историк, признанный специалист по культурной истории, специалист по британской и европейской истории с середины XVII по XX век, а также по социальной истории медицины. 
Доктор философии (1973), именной заслуженный профессор Калифорнийского университета в Беркли (эмерит), член Американской академии искусств и наук (1999) и Американского философского общества (2015). Лауреат ряда отличий, в частности Mellon Distinguished Achievement Award (2007).

## Биография
Родился в семье беженцев из нацистской Германии.
Окончил с отличием Суортмор-колледж (бакалавр философии), где учился в 1963—1967 годах, и также с отличием — Принстонский университет (магистр), где учился в 1967—1968 годах. В последнем же, занимаясь там для этого в 1969-1971 годах, получил и степень доктора философии в 1973 году — с диссертацией «Religion and Respectability: Sunday Schools and Working Class Culture, 1780—1850». В 1971—1973 годах обучался в Оксфорде. С 1973 года ассистент-, ассоциированный, полный профессор истории, именной профессор (Helen Fawcett Professor) истории, заслуженный (Distinguished), ныне эмерит Калифорнийского университета в Беркли. В 1992—1995 годах директор университетского Townsend Center for the Humanities, в 2003—2004 годах его и.о. директора. Сооснователь и сопредседатель редколлегии журнала Representations. Автор многих работ. Регулярно пишет для London Review of Books и Threepenny Review, также публикуется, среди прочего, в журнале Slate. В настоящее время работает над книгой «How Dogs Make Us Human».
Его супруга Carla Hesse также работает в Калифорнийском университете в Беркли.

## Награды и отличия
- Woodrow Wilson Fellowship (1967—68)
- Феллоу, Национальный фонд гуманитарных наук (1976—77, 1990—1991)
- Рокфеллеровская стипендия (1983—84)
- Стипендия Гуггенхайма (1990—91)
- Distinguished Visiting Humanist, Northwestern University Center for the Humanities (1993)
- Darwin Lecture, Кембридж (1999)
- Open Society Grant (2002—2003)
- Mellon Distinguished Achievement Award (2007)[8]
- Cundill Prize[англ.] (2016)
- George L. Mosse Prize[англ.] (2016)
- Laura Shannon Prize[англ.] (2018)

## Книги
- Religion and Respectability: Sunday Schools and Working Class Culture, 1780—1850 (Yale University Press, 1976)
- Catherine Gallagher[англ.] and Thomas Laqueur, edited with introduction, The Making of the Modern Body (Berkeley and Los Angeles: University of California Press, 1987)
- Making Sex: Body and Gender from the Greeks to Freud (Harvard University Press, 1990)
- Solitary Sex: A Cultural History of Masturbation (ZONE BOOKS, 2003)
- The Work of the Dead: A Cultural History of Mortal Remains (Princeton University Press, 2015) — отмечена Cundill Prize[англ.] и George L. Mosse Prize[англ.], а также Laura Shannon Prize[англ.] (2018)[6]